# La fragua
La fragua è un album in studio del gruppo cileno Quilapayún pubblicato nel 1973.

## Descrizione
Questo è il decimo album in studio realizzato dal gruppo. Il disco è strutturato in due macro-sezioni: la prima, che occupava le prime tre facciate dell'album, conteneva la cantata La fragua vera e propria, mentre la quarta facciata, intitolata esplicitamente Seis canciones contingentes, presentava sei canzoni legate all'attualità politica scelte tra quelle pubblicate dal gruppo su 45 giri nei mesi precedenti. È il primo disco pubblicato dalla DICAP con audio stereofonico (le Seis canciones contingentes erano state pubblicate su singolo in formato mono e qui vengono ripresentate stereo).

### La fragua
Per la terza volta i Quilapayún si confrontano con la forma della cantata popular, tentativo di unire musica colta e musica popolare che avevano già esplorato nei dischi Cantata Santa María de Iquique e Vivir como él, contenenti le omonime cantate. In questa occasione però il gruppo, nell'eseguire l'opera composta interamente da Sergio Ortega, per la prima volta collabora con una orchestra sinfonica.
Questa cantata, il cui titolo tradotto in italiano è La forgia, risente del momento delicato che attraversava il Cile in quegli anni, e narra delle lotte del popolo cileno. 
Sottotitolata Crónicas populares - cantos para chilenos, prevede un'alternanza di brani musicali e momenti in cui un attore, Roberto Parada in questa registrazione, recita dei testi (le tracce indicate come Recitado) ed è organizzata in quattro distinte sezioni:
- Las claves (tracce 1-5)
- Las luchas (tracce 6-12)
- La herencia (tracce 13-18)
- El puño del pueblo (tracce 19-24)[3]

La traccia 10, La represión, sarà reincisa dal gruppo, senza l'orchestra, nel primo disco pubblicato in esilio, El pueblo unido jamás será vencido a testimonianza di un passato che ritorna, mentre la traccia 13, Niño araucano ricomparirà nel 1980 all'interno dell'album Darle al otoño un golpe de ventana para que el verano llegue hasta diciembre.
La fragua è dedicata al 50º anniversario della fondazione del Partido Comunista de Chile.

### Seis canciones contingentes
Furono gli stessi Quilapayún a definire canciones contingentes (canzoni contingenti) una serie di canzoni, spesso realizzate insieme a Sergio Ortega, caratterizzate da musiche semplici ed orecchiabili e con testi, dai toni ironici e satirici, legati strettamente all'attualità politica del loro paese. Queste canzoni rispecchiavano la necessità del gruppo da un lato di diffondere le idee programmatiche del governo di Unidad Popular e dall'altro di contrastare la propaganda della Destra in anni nei quali lo scontro ideologico era molto forte. Tra le prime ad essere pubblicate e ad avere successo ci fu El enano maldito acota, canzone ispirata da un personaggio satirico pubblicato dal quotidiano Puro Chile, un malizioso gnomo senza peli sulla lingua che diceva ciò che la Destra non voleva venisse raccontato.
Questi brani uscivano generalmente come singoli discografici e in questa sezione del disco ne vengono selezionate alcuni, tutti usciti negli anni precedenti.
Più precisamente:
- Las ollitas era il lato A di un singolo del 1972
- El enano maldito acota era il lato A di un singolo del 1970
- Vox populi e La tribuna erano il lato A e B di un singolo del 1971
- La merluza era il lato A di un singolo del 1972
- No sé para la cuestión era il lato A di un singolo del 1972

## Edizioni
Questo album è stato pubblicato per la prima volta nel 1973, in formato doppio LP dall'etichetta DICAP con codice JJLS-17. 
È stato poi ristampato, con identica track-list, in un unico CD nel 2000 dalla Warner Music Chile con codice 8573 82175 2.

## Tracce
1. Recitado 1 – 3:23 (Sergio Ortega)
2. Canción 1: Sol luminoso – 1:37 (Sergio Ortega)
3. Canción 2: Hondo desierto – 5:04 (Sergio Ortega)
4. Recitado 2 – 2:37 (Sergio Ortega)
5. Canción 3: Norte grande, pobre norte – 3:07 (Sergio Ortega)
6. Recitado 3: Romance de Marga-Marga – 3:39 (Sergio Ortega)
7. Recitado 4 – 0:43 (Sergio Ortega)
8. Canción 4: Marcha de los mineros del carbón – 2:57 (Sergio Ortega)
9. Recitado 5 – 0:48 (Sergio Ortega)
10. Canción 5: La represión – 3:49 (Sergio Ortega)
11. Recitado 6 – 1:00 (Sergio Ortega)
12. Canción 6: Los talleres – 1:16 (Sergio Ortega)
13. Canción 7: Niño araucano – 6:05 (Sergio Ortega)
14. Recitado 7 – 1:24 (Sergio Ortega)
15. Canción 8: Lautaro y Valdivia – 2:07 (Sergio Ortega)
16. Recitado 8 – 0:21 (Sergio Ortega)
17. Pregón: La tierra sin motivo – 2:47 (Sergio Ortega)
18. Canción 9: El campo – 2:05 (Sergio Ortega)
19. Recitado 9 – 0:32 (Sergio Ortega)
20. Canción 10: En la entraña del volcán – 3:29 (Sergio Ortega)
21. Recitado 10 – 0:18 (Sergio Ortega)
22. Canción 11: Los trabajos de mi patria – 2:46 (Sergio Ortega)
23. Recitado 11 – 0:21 (Sergio Ortega)
24. Canción 12: El puño del pueblo – 2:39 (Sergio Ortega)
25. Las ollitas – 3:01 (Sergio Ortega)
26. El enano maldito acota – 2:29 (Sergio Ortega)
27. La tribuna (con il gruppo Manguaré) – 3:52 (Carlos Puebla)
28. Vox populi – 2:31 (Sergio Ortega)
29. La merluza – 3:45 (testo: Carlos Puebla – musica: Eduardo Carrasco)
30. No sé para la cuestión – 3:14 (Eduardo Carrasco)

Durata totale: 73:46

## Crediti

### Formazione
- Eduardo Carrasco
- Carlos Quezada
- Willy Oddó
- Hernán Gómez
- Rodolfo Parada
- Rubén Escudero

### Collaboratori
- Roberto Parada - recitato
- Eduardo Moubarak - direzione musicale
- Mans Groundstroem - ingegnere del suono